# Cidade Dormitório (filme)
Cidade Dormitório é um filme brasileiro de 2018 escrito e dirigido por Evandro Berlesi.
O filme foi produzido através do projeto de cinema independente Alvoroço realizado na cidade de Alvorada, no Rio Grande do Sul, que consiste em produzir filmes de baixo orçamento com a população alvoradense, com equipe, elenco e trilha sonora local. O projeto também é rodado em outras cidades, no caso deste 5º longa, ocorreram gravações em Gravataí, Cidreira e Porto Alegre,  contando também com participações de atores de outras cidades, como é o caso do consagrado Sirmar Antunes.

## Festival
9º Festival MoziMotion - iPhone Film Festival, em Hilversum, Holanda (2019).